# Amada Acres
Amada Acres es un lugar designado por el censo ubicado en el condado de Starr en el estado estadounidense de Texas. En el Censo de 2010 tenía una población de 92 habitantes y una densidad poblacional de 493,35 personas por km².

## Geografía
Amada Acres se encuentra ubicado en las coordenadas 26°20′36″N 98°44′21″O / 26.34333, -98.73917. Según la Oficina del Censo de los Estados Unidos, Amada Acres tiene una superficie total de 0.19 km², de la cual 0.19 km² corresponden a tierra firme y (0%) 0 km² es agua.

## Demografía
Según el censo de 2010, había 92 personas residiendo en Amada Acres. La densidad de población era de 493,35 hab./km². De los 92 habitantes, Amada Acres estaba compuesto por el 92.39% blancos, el 0% eran afroamericanos, el 0% eran amerindios, el 0% eran asiáticos, el 0% eran isleños del Pacífico, el 7.61% eran de otras razas y el 0% pertenecían a dos o más razas. Del total de la población el 100% eran hispanos o latinos de cualquier raza.